# Azotan baru
Azotan baru – nieorganiczny związek chemiczny, sól kwasu azotowego i baru.

## Właściwości
Azotan baru jest białym ciałem stałym, rozpuszczalnym w wodzie i nierozpuszczalnym w etanolu. Rozpuszczalność azotanu baru w wodzie przedstawia poniższa tabela:
| Temperatura (°C)          | 0    | 20   | 40  | 60  | 80  | 100 |
| Rozpuszczalność (g/l H2O) | 49,2 | 88,8 | 142 | 205 | 273 | 341 |

Podczas ogrzewania następuje jego rozkład termiczny.
pH jego roztworów wynosi od 5 do 8.
Azotan baru barwi płomień palnika na kolor zielony.

## Zastosowanie
Azotan baru jest stosowany w przemyśle chemicznym oraz w pirotechnice. Otrzymuje się z niego tlenek i nadtlenek baru.

## Toksyczność
Azotan baru jest substancją szkodliwą – LD50 390 mg/kg (szczur, doustnie). Powoduje wzrost ciśnienia krwi i arytmię serca. Po połknięciu substancja wywołuje podrażnienie błon śluzowych, mdłości, wymioty, zawroty głowy i biegunkę.

## Pierwsza pomoc
W wypadku kontaktu substancji ze skórą lub oczami należy je przepłukać dużą ilością wody.
Przy spożyciu azotanu baru należy podać choremu dużą ilość wody i spowodować wymioty. Należy też podać siarczan sodu (1 łyżkę stołową na ¼ litra wody).
Należy też skonsultować się z lekarzem.

## Działanie na organizmy wodne
Azotan baru działa toksycznie na organizmy wodne (dawka śmiertelna dla ryb: 158 mg/l).